# El Paso, Cesar
El Paso är en kommun och ort i Colombia. Den ligger i departementet Cesar, i den norra delen av landet, 600 km norr om huvudstaden Bogotá. El Paso ligger 41 meter över havet och antalet invånare i kommunen är 20 808.
Terrängen runt El Paso är mycket platt. Runt El Paso är det ganska glesbefolkat, med 38 invånare per kvadratkilometer. Det finns inga andra samhällen i närheten. Omgivningarna runt El Paso är huvudsakligen savann.